# Giustino Quadrari

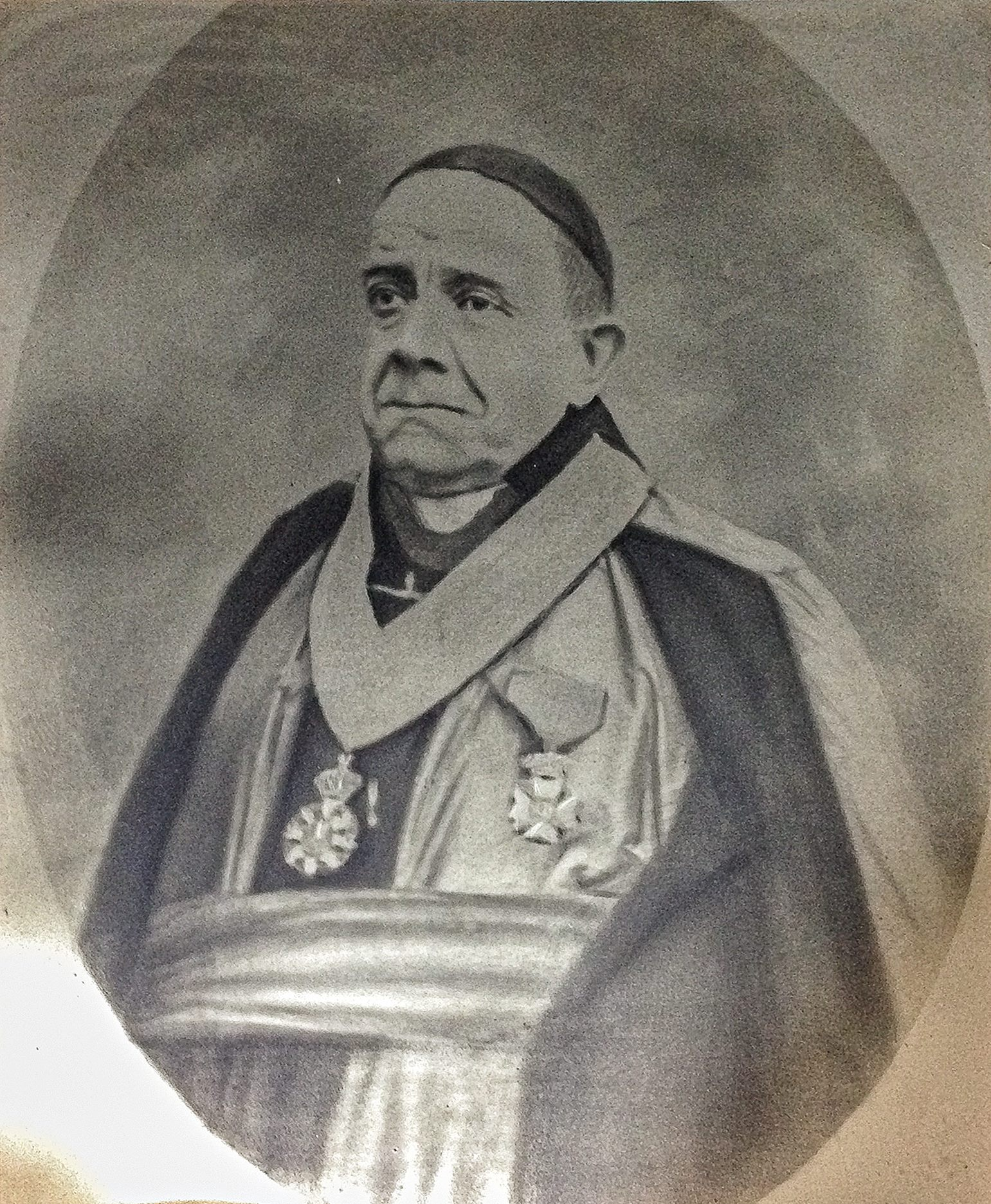
Giustino Quadrari

Giustino Quadrari (San Donato Val di Comino, 19 luglio 1802 – San Donato Val di Comino, 4 agosto 1871) è stato un presbitero, filologo, archeologo e papirologo italiano.

## Biografia
Dopo i primi studi nel seminario di Sora, s'iscrisse alla Regia Regia Università di Napoli, dove ebbe come maestri il conterraneo Loreto Apruzzese (nativo di Gallinaro), che gli inculcò i fondamenti di diritto romano e diritto canonico, e in Giuseppe Capocasale, dal quale apprese diritto di natura.  Sotto l'egida di Francesco Iavarone imparò l'archeologia greca e latina, mentre Giuseppe Maria Parascandolo lo perfezionò nella lingua greca. Nel 1825 fu ordinato sacerdote.
Acquistò fama grazie alla dissertazione De natura Cattolici dogmatis (1829), che gli schiuse la via all'insegnamento. Infatti, con decreto dell'8 giugno 1840, Quadrari fu eletto, come interino, alla cattedra di storia dei concili (già storia ecclesiastica e canonica), che si era resa vacante con la morte di Parascandolo, e la manterrà, sia pure con la nuova denominazione di storia ed archeologia ecclesiastica, sino ai prodromi dell'Unità d'Italia.
Il 22 ottobre 1832, in seguito a dotte disquisizioni su papiri di difficile lettura, lo studioso sandonatese ricevette la nomina di Interprete dei Papiri dell'Accademia Ercolanese, di cui divenne prima socio corrispondente, poi socio ordinario, infine presidente. Fu nominato cavaliere del Reale Ordine di Francesco I.
Per quanto riguarda l'attività letteraria, Quadrari fu lungamente redattore del periodico illustrato «Poliorama Pittoresco», peraltro fondato nel 1836 da un altro suo conterraneo, ossia Filippo Cirelli di Campoli Appennino. Oltre a manoscritti inediti e a diverse orazioni a stampa, fra cui quella Nelle solenni esequie di Ferdinando II, egli scrisse la memoria Della duplicità della carta papiracea appo gli antichi e del loro scrivere non opistografo (post 1831) e le osservazioni Sulle tavole cronologiche, critiche del I secolo della chiesa del P. Ignazio Mozzoni (1854).